# Eutrepsia inconstans
Eutrepsia inconstans är en fjärilsart som beskrevs av Jacob Hübner 1837. Eutrepsia inconstans ingår i släktet Eutrepsia och familjen mätare. Inga underarter finns listade i Catalogue of Life.